# Walmendinger Horn
Walmendinger Horn är en bergstopp i Österrike.   Den ligger i distriktet Bregenz och förbundslandet Vorarlberg, i den västra delen av landet, 500 km väster om huvudstaden Wien. Toppen på Walmendinger Horn är 1 993 meter över havet, eller 180 meter över den omgivande terrängen. Bredden vid basen är 0,84 km.
Terrängen runt Walmendinger Horn är bergig västerut, men österut är den kuperad. Närmaste större samhälle är Mittelberg, 2,0 km öster om Walmendinger Horn. 
Trakten runt Walmendinger Horn består i huvudsak av gräsmarker. Runt Walmendinger Horn är det ganska tätbefolkat, med 52 invånare per kvadratkilometer.